# Secretário de Transportes dos Estados Unidos
O secretário de transportes dos Estados Unidos é o chefe do Departamento de Transportes dos Estados Unidos. O secretário serve como o principal conselheiro do presidente dos Estados Unidos em todas as questões relacionadas aos transportes. O secretário é um membro estatutário do Gabinete dos Estados Unidos e ocupa o 14º lugar na linha de sucessão presidencial.
O secretário de transportes supervisiona o Departamento de Transportes dos EUA, que possui mais de 55,000 funcionários e treze agências, incluindo a Administração Federal de Aviação, a Administração Federal de Autoestradas, a Administração Federal de Ferrovias e a Administração Nacional de Segurança no Trânsito nas Estradas. Em janeiro de 2021, o secretário recebe um salário anual de $221,400.
Sean Duffy ocupa o cargo de 20.º secretário de transportes desde 28 de janeiro de 2025. Ele foi nomeado pelo presidente Donald Trump para servir neste cargo e foi confirmado pelo Senado por uma votação de 77 a 22.

## História
O cargo foi criado em 15 de outubro de 1966 pela Lei do Departamento de Transportes, assinada pelo presidente Lyndon B. Johnson. A missão do departamento é "desenvolver e coordenar políticas que forneçam um sistema nacional de transportes eficiente e econômico, com devida consideração para as necessidades, o meio ambiente e a defesa nacional."
O primeiro secretário de transportes foi Alan S. Boyd, nomeado para o cargo pelo presidente democrata Lyndon B. Johnson. O segundo secretário de transportes de Ronald Reagan, Elizabeth Dole, foi a primeira mulher a ocupar o cargo, e Mary Peters foi a segunda. O indicado de Gerald Ford, William Thaddeus Coleman Jr., foi o primeiro afro-americano a servir como secretário de transportes, e Federico Peña, que serviu sob Bill Clinton, foi o primeiro hispânico a ocupar o cargo, posteriormente tornando-se secretário de energia. Norman Mineta, de origem nipo-americana, que anteriormente havia sido secretário de comércio, é o secretário com mais tempo de serviço, ocupando o cargo por mais de cinco anos e meio, enquanto Andrew Card é o secretário com o menor tempo de serviço, atuando por apenas onze meses. Pete Buttigieg é o secretário mais jovem, assumindo o cargo aos 39 anos e 15 dias, ultrapassando Neil Goldschmidt, que assumiu o cargo aos 39 anos e 3 meses, enquanto Norman Mineta foi o mais velho, aposentando-se aos 74 anos. Em abril de 2008, Mary Peters lançou o blog oficial do secretário de transportes, chamado The Fast Lane. Em 23 de janeiro de 2009, o 16º secretário, Ray LaHood, assumiu o cargo, servindo sob a administração do democrata Barack Obama; ele havia sido congressista republicano de Illinois por quatorze anos.
Anthony Foxx foi o 17º secretário de transportes dos EUA de 2013 a 2017, durante o governo de Barack Obama. Elaine Chao, que havia servido como secretária do trabalho sob o presidente George W. Bush, foi nomeada por Donald Trump em 29 de novembro de 2016. Em 31 de janeiro de 2017, o Senado confirmou sua nomeação por uma votação de 93 a 6. Em 7 de janeiro de 2021, Chao anunciou sua renúncia após o ataque ao Capitólio dos Estados Unidos em 6 de janeiro, com efeito a partir de 11 de janeiro. Em 11 de janeiro de 2021, o secretário interino Steven G. Bradbury, que era o secretário adjunto de transportes, assumiu o cargo de secretário interino de transportes. Pete Buttigieg foi o 19º secretário de transportes durante a presidência de Joe Biden.

## Lista de secretários de transportes
Partidos
      Democrata (8)
      Republicano (12)
Estado
      Indica Secretário de Transportes interino
| Num. | Retrato | Secretário                      | Estado de residência | Assumiu o cargo         | Deixou o cargo          | Presidente              | Presidente                    |
| ---- | --- | ------------------------------- | -------------------- | ----------------------- | ----------------------- | ----------------------- | ----------------------------- |
| 1    | Black-and-white photo of a balding man in a suit and striped tie                                                                    | Alan S. Boyd                    | Flórida              | 16 de janeiro de 1967   | 20 de janeiro de 1969   |                         | Lyndon B. Johnson (1963–1969) |
| 2    | Black-and-white photo of man in a suit and black tie                                                                                | John Volpe                      | Massachusetts        | 22 de janeiro de 1969   | 2 de fevereiro de 1973  |                         | Richard Nixon (1969–1974)     |
| 3    | Color photo of a bald man wearing glasses and a suit with a striped tie                                                             | Claude Brinegar                 | Califórnia           | 2 de fevereiro de 1973  | 1 de fevereiro de 1975  |                         | Richard Nixon (1969–1974)     |
| 3    | Color photo of a bald man wearing glasses and a suit with a striped tie                                                             | Claude Brinegar                 | Califórnia           | 2 de fevereiro de 1973  | 1 de fevereiro de 1975  | Gerald Ford (1974–1977) |                               |
| 4    | Black-and-white photo of an African American man in a suit wearing glasses looking to his left                                      | William Thaddeus Coleman Jr.    | Pensilvânia          | 7 de março de 1975      | 20 de janeiro de 1977   |                         |                               |
| 5    | Black-and-white photo of a man in a suit smiling                                                                                    | Brock Adams                     | Washington           | 23 de janeiro de 1977   | 20 de julho de 1979     |                         | Jimmy Carter (1977–1981)      |
| 6    | Black-and-white photo of a man with a wide smile and short curly hair wearing a light-colored suit                                  | Neil Goldschmidt                | Óregon               | 24 de setembro de 1979  | 20 de janeiro de 1981   |                         | Jimmy Carter (1977–1981)      |
| 7    | Black-and-white photo of a man wearing a suit sitting at a desk with his hands folded on it and the DOT logo and US flag behind him | Drew Lewis                      | Pensilvânia          | 23 de janeiro de 1981   | 1 de fevereiro de 1983  |                         | Ronald Reagan (1981–1989)     |
| 8    | Photo of a smiling woman wearing earrings                                                                                           | Elizabeth Dole                  | Kansas               | 7 de fevereiro de 1983  | 30 de setembro de 1987  |                         | Ronald Reagan (1981–1989)     |
| 9    | Black-and-white photo of a man in a suit and combed-over hair with the US flag behind him                                           | James H. Burnley IV             | Carolina do Norte    | 3 de dezembro de 1987   | 20 de janeiro de 1989   |                         | Ronald Reagan (1981–1989)     |
| 10   | Smiling man with thinning hair wearing a suit and a blue tie with the US flag behind him                                            | Samuel K. Skinner               | Illinois             | 6 de fevereiro de 1989  | 13 de dezembro de 1991  |                         | George H. W. Bush (1989–1993) |
| 11   | Smiling man wearing a suit and a red tie                                                                                            | Andrew Card                     | Massachusetts        | 24 de fevereiro de 1992 | 20 de janeiro de 1993   |                         | George H. W. Bush (1989–1993) |
| 12   | Hispanic man with large glasses and black hair with the US flag behind him                                                          | Federico Peña                   | Colorado             | 21 de janeiro de 1993   | 14 de fevereiro de 1997 |                         | Bill Clinton (1993–2001)      |
| 13   | African American man with short hair and a short mustache                                                                           | Rodney E. Slater                | Arkansas             | 14 de fevereiro de 1997 | 20 de janeiro de 2001   |                         | Bill Clinton (1993–2001)      |
| –    | Acting United States Secretary of Transportation                                                                                    | Mortimer L. Downey III Interino | Virgínia             | 20 de janeiro de 2001   | 25 de janeiro de 2001   |                         | George W. Bush (2001–2009)    |
| 14   | Older Japanese American man with glasses wearing a suit with a red tie with the US flag behind him                                  | Norman Mineta                   | Califórnia           | 25 de janeiro de 2001   | 7 de agosto de 2006     |                         | George W. Bush (2001–2009)    |
| –    | Acting United States Secretary of Transportation                                                                                    | Maria Cino Interina             | Nova Iorque          | 7 de agosto de 2006     | 17 de outubro de 2006   |                         | George W. Bush (2001–2009)    |
| 15   | Woman with long brown hair with the US flag behind her                                                                              | Mary E. Peters                  | Arizona              | 17 de outubro de 2006   | 20 de janeiro de 2009   |                         | George W. Bush (2001–2009)    |
| 16   | | Ray LaHood                      | Illinois             | 23 de janeiro de 2009   | 2 de julho de 2013      |                         | Barack Obama (2009–2017)      |
| 17   | Mayor Anthony Foxx, Charlotte NC | Anthony Foxx                    | Carolina do Norte    | 2 de julho de 2013      | 20 de janeiro de 2017   |                         | Barack Obama (2009–2017)      |
| –    | | Michael Huerta Interino         | Califórnia           | 20 de janeiro de 2017   | 31 de janeiro de 2017   |                         | Donald Trump (2017–2021)      |
| 18   | | Elaine Chao                     | Kentucky             | 31 de janeiro de 2017   | 11 de janeiro de 2021   |                         | Donald Trump (2017–2021)      |
| –    | | Steven G. Bradbury Interino     | Óregon               | 12 de janeiro de 2021   | 20 de janeiro de 2021   |                         | Donald Trump (2017–2021)      |
| –    | | Lana Hurdle Interina            | Virgínia             | 20 de janeiro de 2021   | 3 de fevereiro de 2021  |                         | Joe Biden (2021–2025)         |
| 19   | | Pete Buttigieg                  | Indiana              | 3 de fevereiro de 2021  | 20 de janeiro de 2025   |                         | Joe Biden (2021–2025)         |
| –    | | Judith Kaleta Interina          | Illinois             | 20 de janeiro de 2025   | 28 de janeiro de 2025   |                         | Donald Trump (2025–present)   |
| 20   | | Sean Duffy                      | Wisconsin            | 28 de janeiro de 2025   | presente                |                         | Donald Trump (2025–present)   |